# Landschaftsschutzgebiet Maibolte

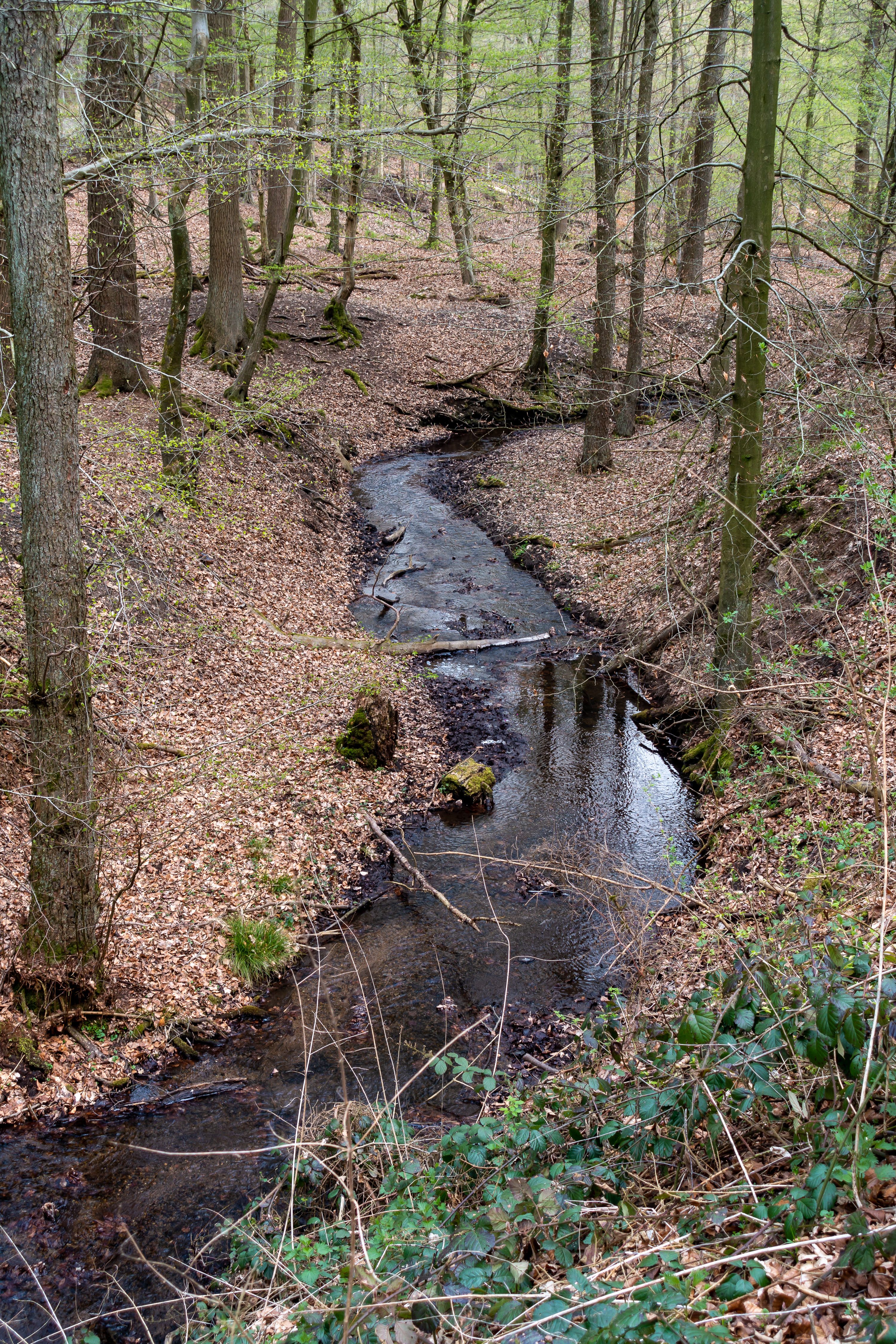
Landschaftsschutzgebiet Maibolte

Das Landschaftsschutzgebiet Maibolte mit 10 ha Flächengröße liegt im östlichen Stadtgebiet von Lemgo. Es wurde 2009 mit dem Landschaftsplan Lemgo durch den Kreistag des Kreises Lippe als Landschaftsschutzgebiet (LSG) ausgewiesen. Das Schutzgebiet besteht aus einer großen Hauptflächen und fünf kleinere Teilflächen.

## Beschreibung
Das LSG umfasst einen etwa 3 km langen Abschnitt des Baches Maibolte mit Quellläufen im Stadtwald Lemgo im Landschaftsraum Lemgoer Berge. Im Landschaftsschutzgebiet Maibolte liegt der Bachlauf in einem tief eingeschnitten und engen Kerbtal. Die Bachsohle der Maibolte ist bis zu 1 m breit und die Böschungen bis zu 5 m hoch. Am Bach steht meist ein Erlen-Eschenwald. Mehrere Quellzuläufe der Maibolte aus westlicher Richtung liegen im Schutzgebiet.

## Schutzzwecke für das LSG
Laut Landschaftsplan erfolgte die Ausweisung des LSG
- „zur Erhaltung und Wiederherstellung der Leistungsfähigkeit des Naturhaushaltes in ökologisch besonders wertvoll strukturierten Bereichen mit Wasser-, Klima- und Biotopschutzfunktionen,“
- „zur Erhaltung und Wiederherstellung von Quellbereichen und naturnahen Fließgewässern, Wald- und Grünlandbereichen unterschiedlicher Feuchtestufen, Feldgehölzen, Hecken und Obstwiesen,“
- „zur Erhaltung morphologisch ausgeprägter Bereiche zur Sicherung der landschaftlichen Eigenart und Vielfalt für die Erholung,“
- „zur Erhaltung wertvoller Biotopkomplexe aus Wald-Grünlandbereichen, Fließgewässern und Quellen sowie Biotopen nach § 62 LG mit wichtigen Refugial-, Puffer-, Trittstein- und Vernetzungsfunktionen,“
- „zur Erhaltung und Wiederherstellung wichtiger Rückzugsräume für die bedrohte Tier- und Pflanzenwelt,“
- „zur Sicherung der das Orts- und Landschaftsbild gliedernden und belebenden und die dörflichen Siedlungsstrukturen prägenden Freiraumelemente.“[1]

## Rechtliche Vorschriften
Im Landschaftsschutzgebiet ist unter anderem das Errichten von Bauten und Fischteichen verboten. Grün- und Brachland darf nicht in eine andere Nutzungsart umgewandelt oder umgebrochen werden.